# Loja Azul
A Loja Azul é a loja oficial do Futebol Clube do Porto. Vende equipamentos, bolas de futebol, roupa, acessórios, etc. O website do FC Porto também possui uma Loja Azul online. Neste momento existem quatro lojas azuis, todas na cidade do Porto.